# Unha negra
A "Unha negra" refere-se a um coágulo de sangue debaixo da unha, é uma situação comum em corredores, especialmente depois de uma corrida mais longa (normalmente superior a 1 Hora de duração), causada essencialmente pela colisão constante entre o dedo do pé, contra a caixa dos sapatos, é claro que também pode ser causada por um traumatismo, como por exemplo depois de tropeçar ou deixar cair algum objeto pesado sobre a unha, de notar que tal como os calos e as bolhas as unhas negras são praticamente inexistentes nas populações do terceiro mundo que não utilizam calçado, sendo por isso uma lesão atribuível ao calçado e à sua acomodação.
Estatisticamente esta é a segunda causa de lesões mais frequente nos corredores de fundo, afetando maioritariamente os dois primeiros dedos. Trata-se de uma hemorragia de sangue entre a unha e a derme, levando muitas vezes à perda total da unha, podendo converter-se numa situação verdadeiramente dolorosa e incapacitante. .